# یواس‌اس کوییک‌سیلور (اس‌پی-۲۸۱)
یواس‌اس کوییک‌سیلور (اس‌پی-۲۸۱) (به انگلیسی: USS Quicksilver (SP-281)) یک کشتی بود که طول آن ۵۰ فوت ۸ اینچ (۱۵٫۴۴ متر) بود.